# Mei Matsuoka
Mei Matsuoka (松岡 芽衣, Matsuoka Mei, née le 27 mars 1981) est un illustratrice et auteure pour enfants anglo-japonaise.

## Enfance et éducation
Née à Suginami-ku, l'un des 23 arrondissements spéciaux formant Tokyo, au Japon fondé le 15 mars 1947; Matsuoka a passé la première partie de son enfance là-bas avant de déménager en Angleterre à l'âge de 11 ans, s'installant dans les Cotswolds. Elle est diplômée de l'Université de Kingston avec une licence en illustration et travaille depuis comme illustratrice indépendante, spécialisée dans les livres pour enfants basés dans le Buckinghamshire.

## Œuvres illustrées
- Ten-san, Kame-san et Muri-san à l'aventure, Mei Matsuoka, Avril 2005, All Nippon Air Line.
- Burger Boy, Alan Durant, Octobre 2005, Andersen Press[5].
- Hannibals Marchen, Boris von Smercek, Mai 2006, Simon & Schuster.
- Un ami pour toutes les saisons, Julia Hubery, Septembre 2006, Simon & Schuster.
- Traces de pas dans la neige, Mei Matsuoka, Octobre 2007, Andersen Press.